# Bramy Kaspijskie
Bramy Kaspijskie (Pylae Caspiae), znane także jako Wrota Aleksandra – nazwa identyfikowana w literaturze z różnymi przejściami górskimi:
- z przejściem w górach Elburs (Firuzkuh) w północno-wschodniej części Iranu
- z Wąwozem Darialskim
- z Derbentem[1].